# Jadwiga z Zamoyskich Sapieżyna
Jadwiga z Zamoyskich Sapieżyna herbu Jelita (ur. 9 lipca 1806, zm. 29 marca 1890 w Krasiczynie) – filantropka. 
Była córką Stanisława Kostki Zamoyskiego, prezesa Rządu Tymczasowego w Galicji (w 1809 r.) i Zofii Czartoryskiej. Wzięła  ślub w Puławach 9 grudnia 1825  z Leonem Sapiehą. Została  matką m.in. Adama Stanisława. Urodziła dziewięcioro dzieci. Prawie wszystkie dzieci zmarły w wieku młodzieńczym, oprócz Adama Stanisława.
Na wiosnę 1830 wyjechała do Paryża, gdy Leon Sapieha podążył do powstania listopadowego Jadwiga pozostała w Paryżu. Po klęsce powstania połączyła się z mężem we Wrocławiu, dzieliła z nim trudne lata w Krakowie. Z chorującymi dziećmi jeździła do uzdrowisk i na Riwierę od  1840 była gorliwą zwolenniczką hydroterapii.
We Lwowie stanęła na czele Towarzystwa Dobroczynności św. Wincentego a Paulo. Zakładała ochronki i sierocińce dal dzieci. Jej działalność przyczyniła się znacznie do złagodzenia biedy i poprawienia bytu  ludności okolic Krasiczyna. W 1863 w Krasiczynie urządziła szpital dla rannych powstańców. Opiekowała się także szpitalami we Lwowie i Cieszanowie. Nie aprobując ryzykownych przedsięwzięć politycznych syna swego Adama, czuła się z nim solidarną, a w lutym 1864 ułatwiła mu ucieczkę z więzienia. Po powstaniu styczniowym, w 1864 roku,  Jadwiga Sapieżyna sprowadziła do Krasiczyna siostry służebniczki, które zajęły się  pracą wśród niewykształconej i ubogiej ludności. Prowadziły także, w pobliskiej szkole, ochronkę. Po śmierci męża stopniowo wycofywała się z publicznej działalności, przekazując synowej Jadwidze opiekę nad instytucjami dobroczynnymi. Miasto Lwów w 1886 wybiło na jej cześć medal pamiątkowy. Zmarła w Krasiczynie i tam została 2 kwietnia 1890 pochowana w grobach rodzinnych.